# Juan Fernández Miranda
Juan de la Cruz Fernández Miranda (Buenos Aires, 7 novembre 1974) è un ex rugbista a 15 e allenatore di rugby a 15 argentino, dal 2019 tecnico della difesa dei Jaguares in Super Rugby. Giocò nel ruolo di mediano d'apertura e trascorse tutta la sua carriera nell'Hindú Club, di cui, dopo il ritiro, fu l'allenatore per otto stagioni.

## Biografia
Juan Fernández Miranda, così come suo fratello Nicolás, crebbe nell'Hindú Club, nella cui prima squadra esordì nel 1993.
Tutta la sua carriera si è svolta in tale club, con il quale ha vinto cinque titoli provinciali dell'Unión de Rugby de Buenos Aires e quattro Nacional de Clubes; terminata l'attività nel 2009, è passato alla conduzione tecnica dello stesso club.
Esordì in Nazionale argentina il 27 settembre 1997 a Montevideo contro l'Uruguay, in un match del Sudamericano di quell'anno; presente alle qualificazioni per la Coppa del Mondo di rugby 1999 fu poi convocato per la fase finale del torneo anche se non fu mai schierato.
Quattro anni più tardi fu presente alla Coppa del Mondo di rugby 2003 in Australia con due incontri; presente anche nei tour dal 2004 al 2006, disputò il suo ultimo incontro internazionale a Mendoza contro l'Italia nel giugno 2007.

## Palmarès

### Giocatore
- Campionati sudamericani: 4
Argentina: 1997, 2002, 2003, 2006
- Campionati URBA: 6
Hindú Club: 1996, 1998, 2006, 2007, 2008, 2009
- Nacional de Clubes: 4
Hindú Club: 1996, 2001, 2003, 2005

### Allenatore
- Nacional de Clubes: 1
Hindú Club: 2010